# Latrodectus hasselti
La viuda negra australiana, también conocida como la araña de lomo rojo (Latrodectus hasselti),  es una especie de araña araneomorfa de la familia de los terídidos. Es una especie venenosa oriunda de Australia. Recibe su epíteto específico en honor al toxicólogo holandés Alexander Willem Michiel van Hasselt (1814-1902).

## Descripción
La hembra alcanza los 10 mm, el macho mide unos 3-4 mm. Normalmente se alimentan de insectos, pero también de animales como lagartos pequeños. El cuerpo de las hembras es de color negro con una banda roja en el abdomen.
Entre los ejemplares de Latrodectus hasselti ocurre canibalismo sexual. El 65 % de los machos resultan heridos durante el coito, mientras que el 12.5 % mueren después del coito.

## Veneno
No son agresivas y solo las hembras muerden a la gente. Se estima que cada año ocurren en Australia unas 500 a 1000 mordeduras, muchas de ellas en los genitales masculinos, ya que las hembras construyen sus redes en las letrinas de madera. Las mordeduras de Latrodectus hasselti son la causa más frecuente para la administración de antídoto en Australia (300 a 400 veces al año). Su veneno es la neurotoxina Alpha-Latrotoxin.